# Roger & Me
Roger & Me è un film del 1989 diretto da Michael Moore. Esordio del regista, il film documentario narra della crisi della General Motors e della chiusura nel 1986 di una fabbrica di automobili a Flint, città natale del regista, nello stato americano del Michigan. Il Roger del titolo, infatti, è Roger B. Smith, ex amministratore delegato dell'azienda automobilistica statunitense.
Il regista mostra nel documentario l'impossibilità di avere un colloquio con Smith, ritenuto il responsabile del licenziamento di 30.000 lavoratori. Moore usa il pretesto di questa intervista impossibile per raccontare le storie degli operai, delle famiglie e della miseria nella sua città. Il regista, ancora semi-sconosciuto, non riuscirà a parlare con Roger, ma riuscirà con efficacia a raccontare le disastrose conseguenze della chiusura dello stabilimento sulla sua città e la sua gente.
Con questo disarmante documentario, pieno di satira, Moore racconta un'America nascosta ai più, quella in cui i presidenti delle grandi multinazionali, gli stessi che appaiono in televisione sempre sorridenti e affabili, non mantengono affatto le loro promesse e continuano a fare affari e ad arricchirsi noncuranti delle conseguenze delle loro azioni sui propri dipendenti.
Nel 2013 è stato scelto per essere conservato nel National Film Registry della Biblioteca del Congresso degli Stati Uniti d'America.

## Riconoscimenti
- 1989 - National Board of Review
  - Miglior documentario
- 1990 - Kansas City Film Critics Circle Awards
  - Miglior documentario